# 明無孔網蝽
明無孔網蝽（学名：Dictyla evidens）为網蝽科無孔網蝽屬下的一个种。